# Збірна Гернсі з футболу
Збірна Гернсі з футболу — національна команда, яка представляє Гернсі на міжнародних турнірах з футболу. Керується футбольною асоціацією Гернсі.

## Див також
- Острівні ігри
- Кубок Мюратті